# Armand Olier
Armand Olier (né le 6 mai 1851 à Marzials, en Aveyron et mort le 17 septembre 1911 à Maofaga aux Tonga) est un prêtre catholique français et évêque, vicaire apostolique d'Océanie centrale.

## Biographie
Armand Olier entre au noviciat de la Société de Marie en 1876. L'année suivante, il prononce ses vœux, puis après avoir enseigné pendant un an, il est envoyé en Irlande en 1878. En 1880, il part pour les Tonga. il est procureur du vicariat apostolique d'Océanie centrale, puis provicaire. En 1900, il obtient la responsabilité de Provincial-Visiteur de toutes les missions maristes d'Océanie.
Il est nommé évêque en 1903, coadjuteur du vicaire apostolique de l'Océanie centrale pour seconder l'évêque Jean-Amand Lamaze. Il est sacré évêque titulaire de Tipasa-en-Maurétanie (de) à cette occasion par Francis Patrick Moran avec comme co-consécrateurs John Gallagher et Julien Vidal (pl). Trois ans plus tard, en 1906, à la mort de Lamaze, Armand Olier devient vicaire apostolique.
Il meurt le 17 septembre 1911 à Maofaga aux Tonga. « Trente années de mission avaient ébranlé sa santé. Un épuisement général l'obligea bientôt à demander, lui aussi, un coadjuteur ; mais il est mort avant que ne fussent terminées les négociations ».